# Зак Джексон (баскетболіст)
Зак Джексон (англ. Zach Jackson; нар. 13 серпня 1997, Вічита) — американський баскетболіст. Легкий форвард «Харківських Соколів».

## Клубна кар'єра
Перед початком сезону 2019—2020 підписав контракт зі своїм першим професійним баскетбольним клубом "Харківські Соколи.